# Grete Ly
Grete Ly (... – 1931) è stata una cantante, attrice e produttrice cinematografica austriaca.
Si conoscono pochi dati sulla sua biografia. Nel 1919, sposò il regista tedesco Martin Berger, cineasta e uomo di teatro politicamente impegnato. Grete Ly, nata come cantante, si occupò anche di cinema, prendendo parte come attrice ad alcuni lavori del marito per cui produsse anche tre film.

## Filmografia

### Attrice
- Todesurteil, regia di Martin Berger (1919)
- Sturm, regia di Martin Berger (1920)
- Menschen, regia di Martin Berger (1920)
- Dieb und Weib, regia di Martin Berger (1920)

### Produttrice
- Todesurteil, regia di Martin Berger (1919)
- Sturm, regia di Martin Berger (1920)
- Menschen, regia di Martin Berger (1920)
- Die Ratten, regia di Hanns Kobe (1921)